# Cistanche ningxiaensis
Cistanche ningxiaensis là loài thực vật có hoa thuộc họ Cỏ chổi. Loài này được D.Z.Ma & J.A.Duan mô tả khoa học đầu tiên năm 1993.